# Voice It
Voice It ist ein A-cappella-Vokalensemble aus Dresden. Es entstand 2004 aus dem Jazzchor des St. Benno-Gymnasiums Dresden für den sächsischen Chorwettbewerb in Hoyerswerda 2005. Die Mitglieder sind vor allem ehemalige Schüler des St. Benno-Gymnasiums.

## Geschichte
Voice It wurde 2004 als Auswahlchor für den 4. Sächsischen Chorwettbewerb im März 2005 von seinem Leiter Wolfgang Ismaier aus dem Jazzchor des St.-Benno-Gymnasiums gegründet.
In diesem Wettbewerb gewann der Chor den 1. Platz in der Kategorie Jazz vokal et cetera und erhielt damit verbunden die Qualifikation zum 7. Deutschen Chorwettbewerb im Mai 2006 in Kiel. Dort errang Voice It den zweiten Preis mit dem Prädikat „sehr gut“. Im darauffolgenden Landeswettbewerb 2009 konnte Voice It seinen 1. Platz verteidigen, konnte sich noch steigern und nahm am 8. Deutschen Chorwettbewerb 2010 „mit hervorragendem Erfolg“ teil. In Workshops mit versierten und erfahrenen Jazzmusikern und Chorleitern wie z. B. Michael Betzner-Brandt, Daniel Mattar, Claus-Dieter Bandorf, Bertrand Gröger oder Matthias Becker sichert sich der Chor Anregungen und Ideen für zukünftige Projekte.
Im Zuge der endgültigen Trennung vom Jazzchor des St. Benno-Gymnasiums zum Schuljahresbeginn 2006/2007 gab sich der Chor, der bis dahin nur unter dem Namen Wettbewerbschor des Jazzchors des St. Benno-Gymnasiums tätig war, den Namen Voice It. Um eine kontinuierliche Ensemblearbeit zu gewährleisten, wurde Anfang 2010 Voice It - Acapella Vocal Ensemble e.V. gegründet, womit der Chor als gemeinnütziger Verein organisiert wird.

## Repertoire
In einem Mix aus Jazz, Rock, Pop und Klassik präsentieren Voice It in ihren Konzerten anspruchsvolle Arrangements.

## Konzerte
- Valencia (Spanien)
- Miskolc (Ungarn)
- Breslau (Polen)
- Dresden
- Berlin
- München
- Leipzig
- Freiburg/Breisach

## Diskografie
- Tonträger
- Power Pleasure Pain (2016)
- Voice It - Blue Album (2010)
- Voice It - Grey Album (2007)
- Sound Samples 2005–2007 (2007)
- Vocal Summit (2006)
- Gospel Mass (2004)
- Celebrate (2002)
- A String of Pearls (2000)